# 尖沙咀鐘樓

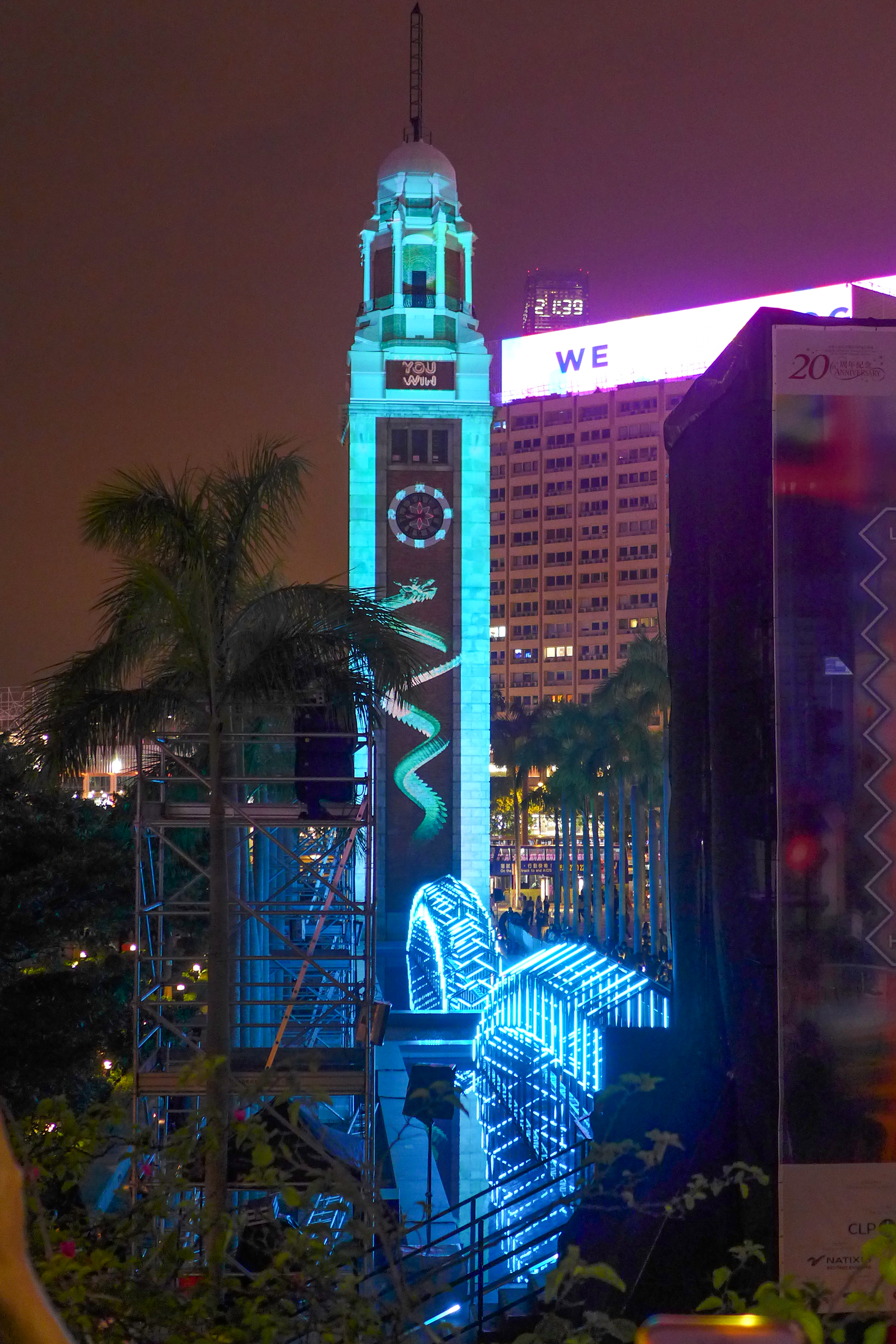
鐘樓在2017年的光·影·香港夜化身為「鐘樓歷險」，將傳統遊戲「大力士」以虛擬實境的方式呈現

尖沙咀鐘樓（英語：Hong Kong Clock Tower），正式名為前九廣鐵路鐘樓，位於香港尖沙咀海旁，屬九廣鐵路舊尖沙咀火車站的一部分，於1915年建成，並於1990年列為香港法定古蹟。

## 歷史
鐘樓完工初期，報時大鐘是使用原本位於香港島中環、當時剛拆卸不久的畢打街鐘樓的報時大鐘，當時鐘面只有一面。
雖然鐘樓在1915年竣工，惟新的四面報時大鐘於1920年開始安裝（銅鐘及四面報時大鐘值港幣$6266.76，安裝費用為$2235.31，總共$8502.07），於1921年3月22日下午正式開始運行。除了在香港日治時期停止運作至1945年10月2日外（其時火車站連同鐘樓亦一併被髹上保護色，直到重光後剝走），該大鐘一直運行至今。然而，其響鬧報時裝置因四面時鐘由獨立摩打驅動而難以同步，自1950年起被移走。直至紅磡火車站落成，九廣鐵路公司將其遷往大堂裏擺放，其後被收藏於九鐵倉庫之內。在1970年代初鐘樓曾短暫用作政府牙科診所。
2010年9月，港鐵公司為了慶祝「九廣鐵路九龍至羅湖段通車100周年」，特別將銅鐘重置於尖沙咀鐘樓的地下。

### 列為古蹟
尖沙咀火車站於1975年遷往紅磡填海區，而尖沙咀的舊火車站大樓則於1978年拆卸，原址興建香港太空館和香港文化中心。鐘樓在香港市民的要求下被保留下來作為歷史集體回憶標誌。1990年7月30日，尖沙咀鐘樓被香港古物諮詢委員會評定為香港法定古蹟，受到《古物及古蹟條例》的保護。

### 報時鐘重響
2021年乃鐘樓正式運作100周年，尖沙咀鐘樓於12月9日傍晚六時重新響鐘，是鐘樓相隔71年再次響鐘。鐘聲採用數碼技術還原，由原廠約翰泰勒鑄鐘廠協助重製，透過放置在鐘樓第六層的喇叭播放。由當日起，每天鐘樓會於上午8時至午夜12時，逢整點鳴鐘報時。

## 建築
尖沙咀鐘樓高44米，以紅磚及花崗岩建成，周邊被香港文化中心門前的廣場環抱，並且成為香港地標之一。
鐘樓每隔二至四年便会进行例行维修，其內部曾經於完成修葺工程後在2001年9月2日至2003年12月逢星期日對公眾開放。康樂及文化事務署於鐘樓側擺設攤位，免費派發當天列明參觀時間的門券，鐘樓開放時間為上午10時至下午6時，並且以每15分鐘為一小節，每節可以供予15人參觀。但是由於參觀的人數稀少，近年已經取消對公眾開放參觀。
建築外部細節

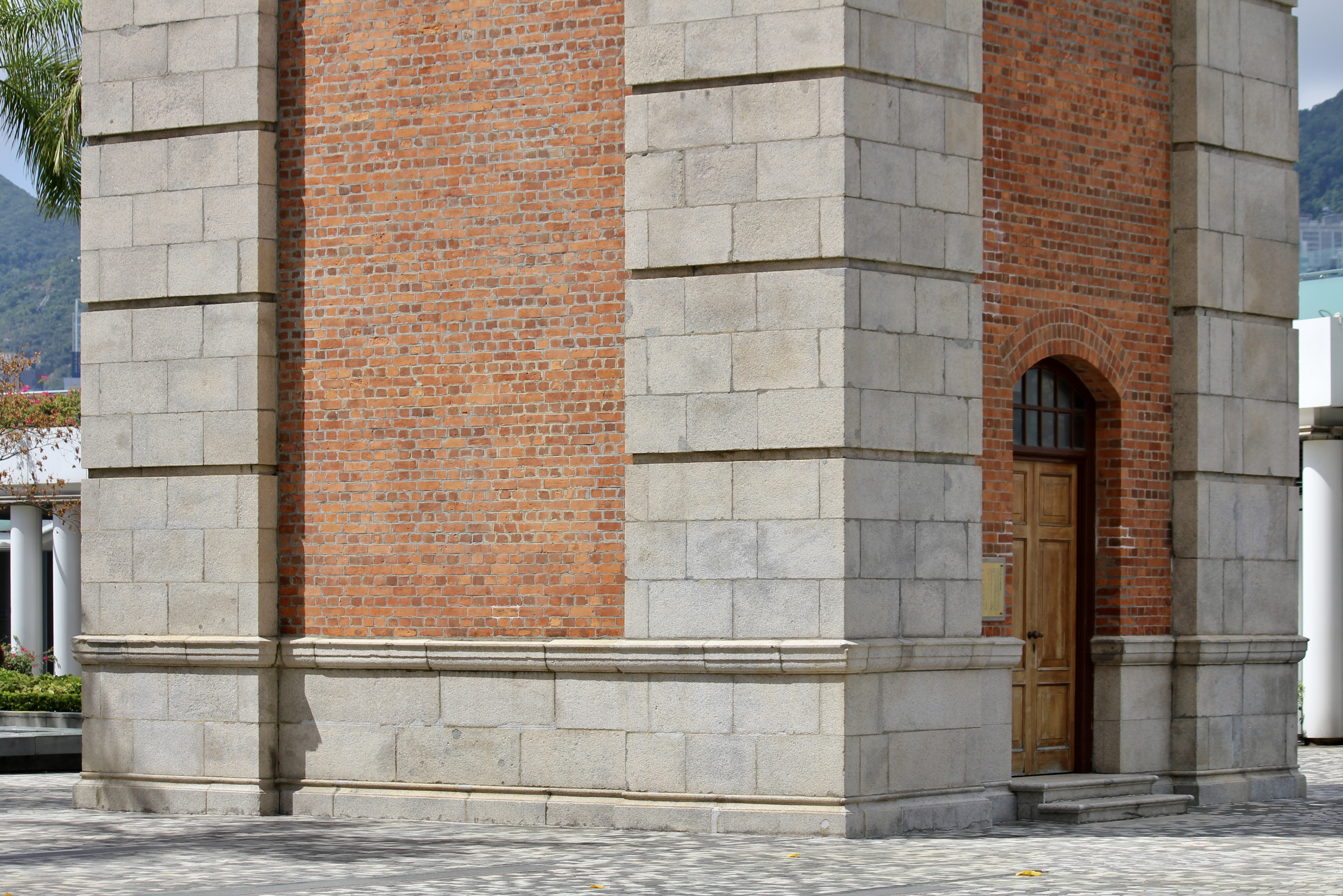
鐘樓底部
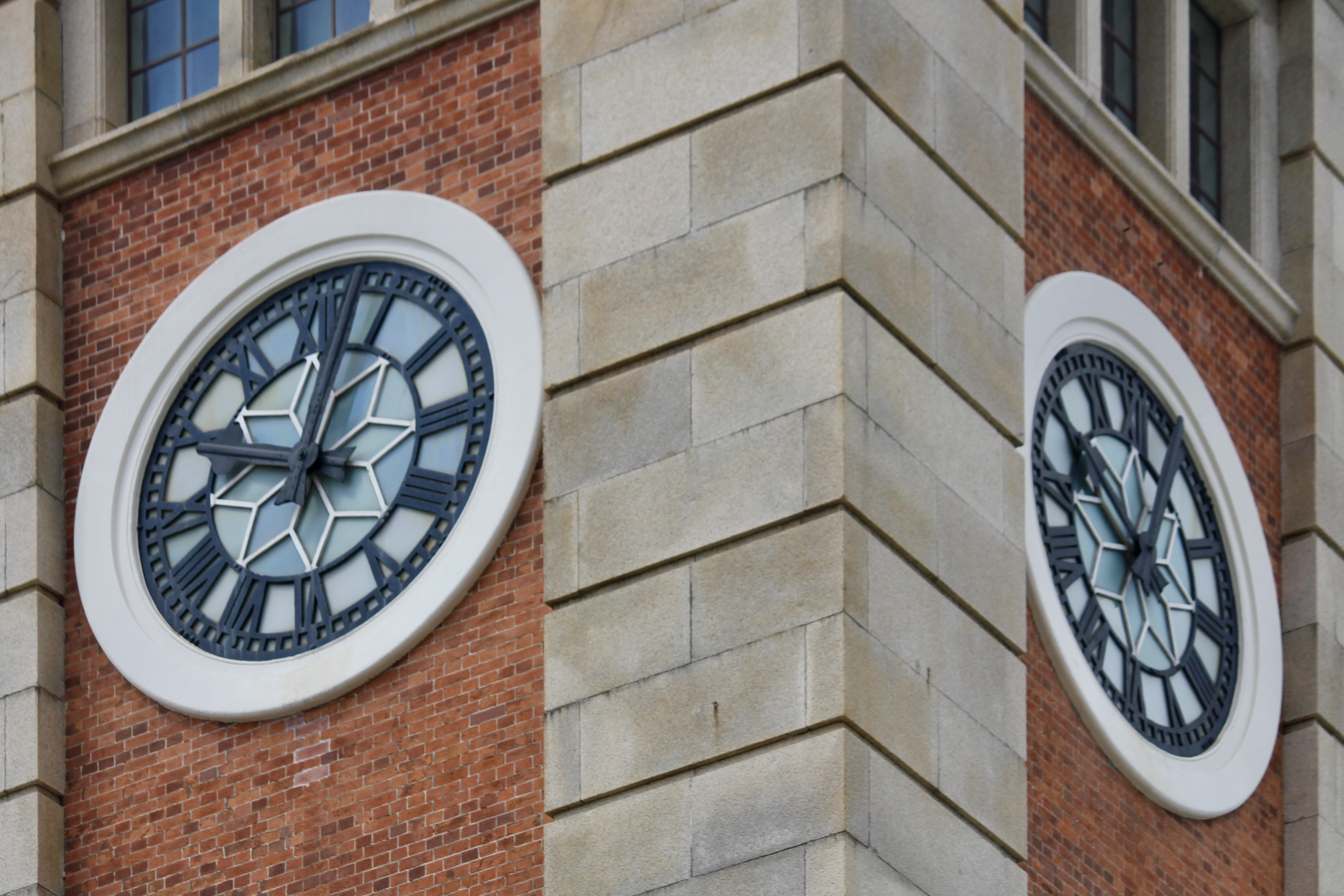
鐘樓鐘面
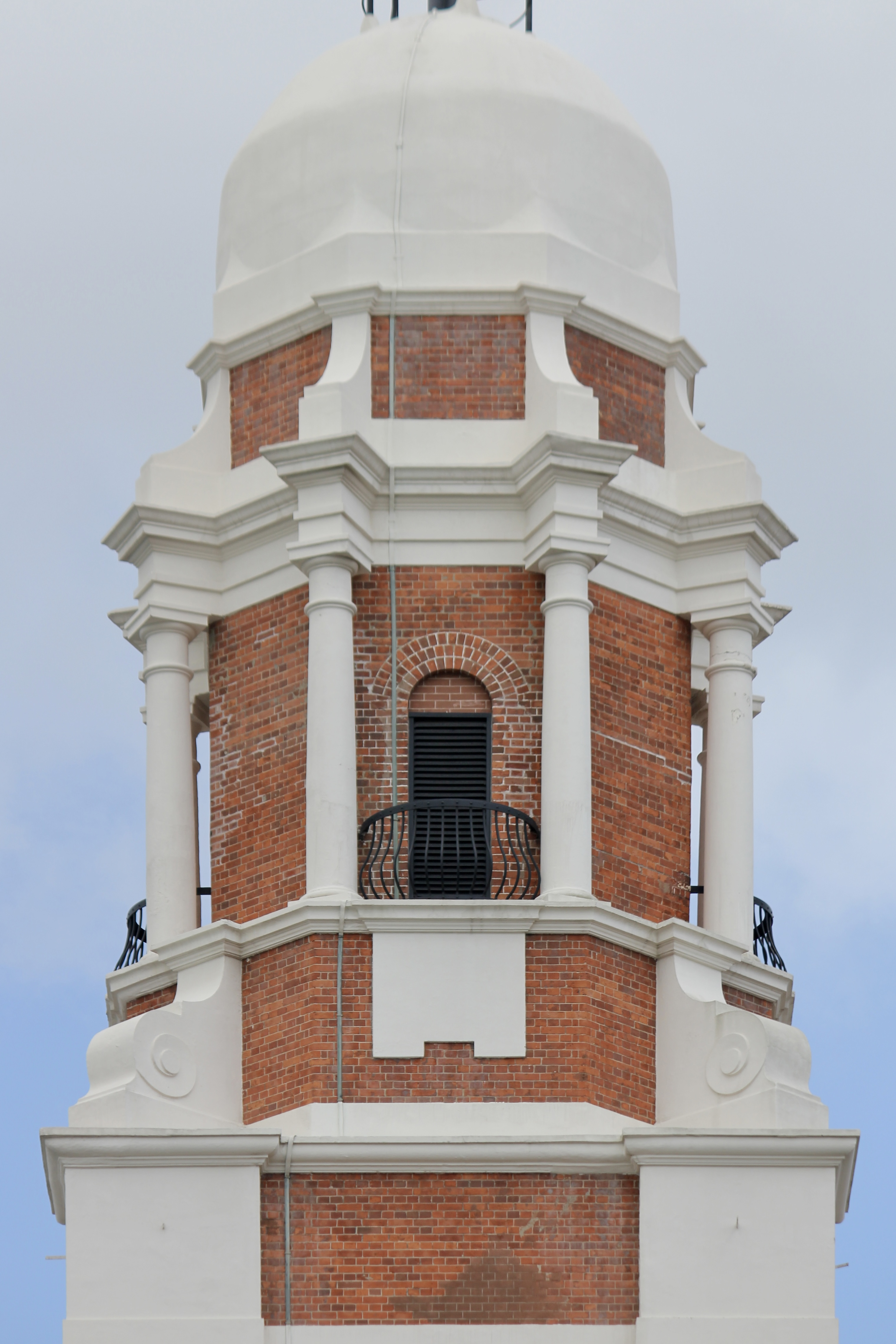
鐘塔
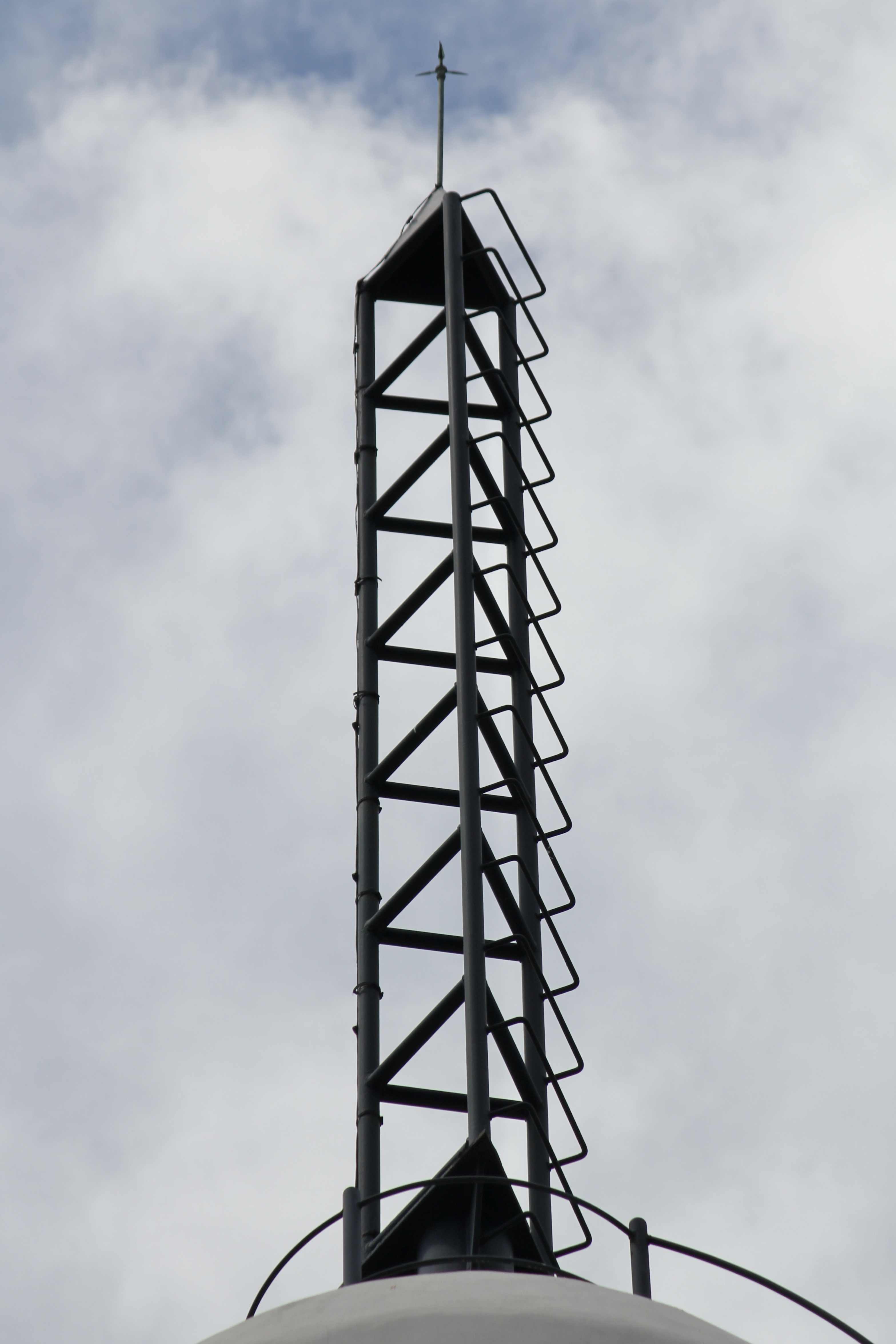
頂部避雷針

## 圖集

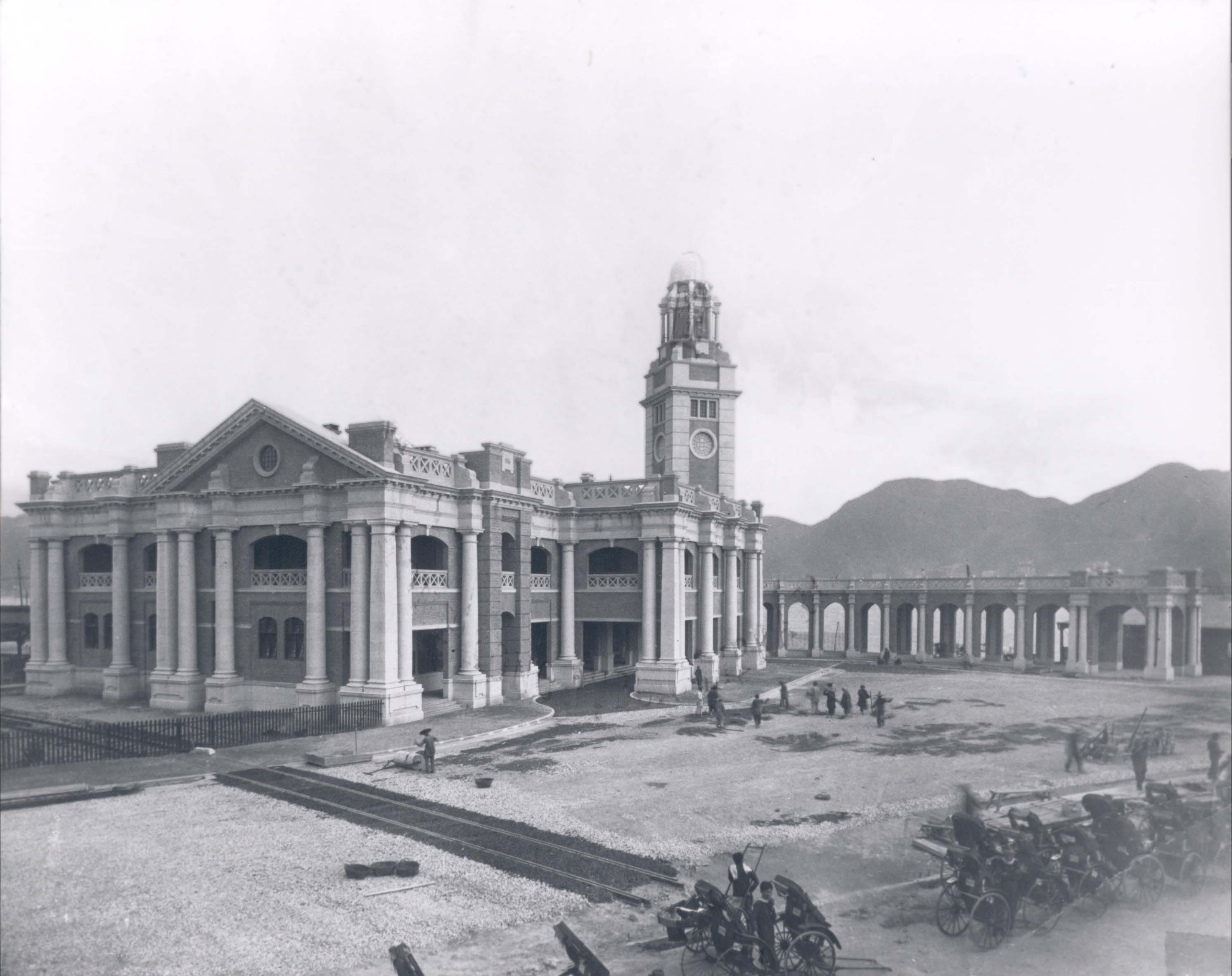
尖沙咀總站及正在興建的尖沙咀鐘樓（1914年底）
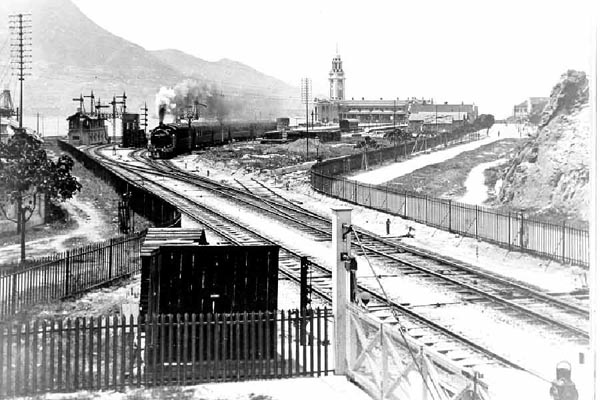
九廣鐵路及遠方的尖沙咀鐘樓 （1916年）
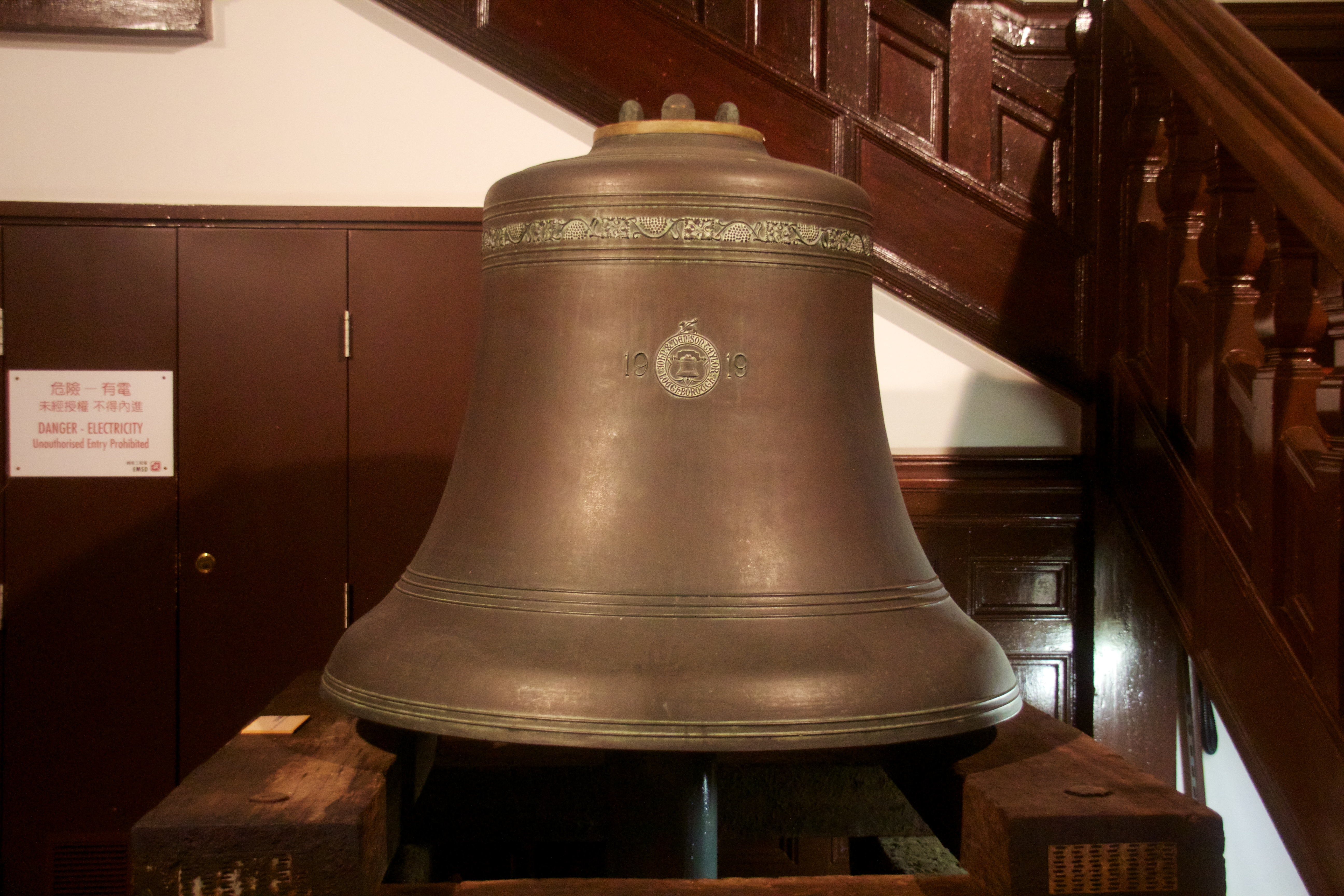
尖沙咀鐘樓內的銅鐘
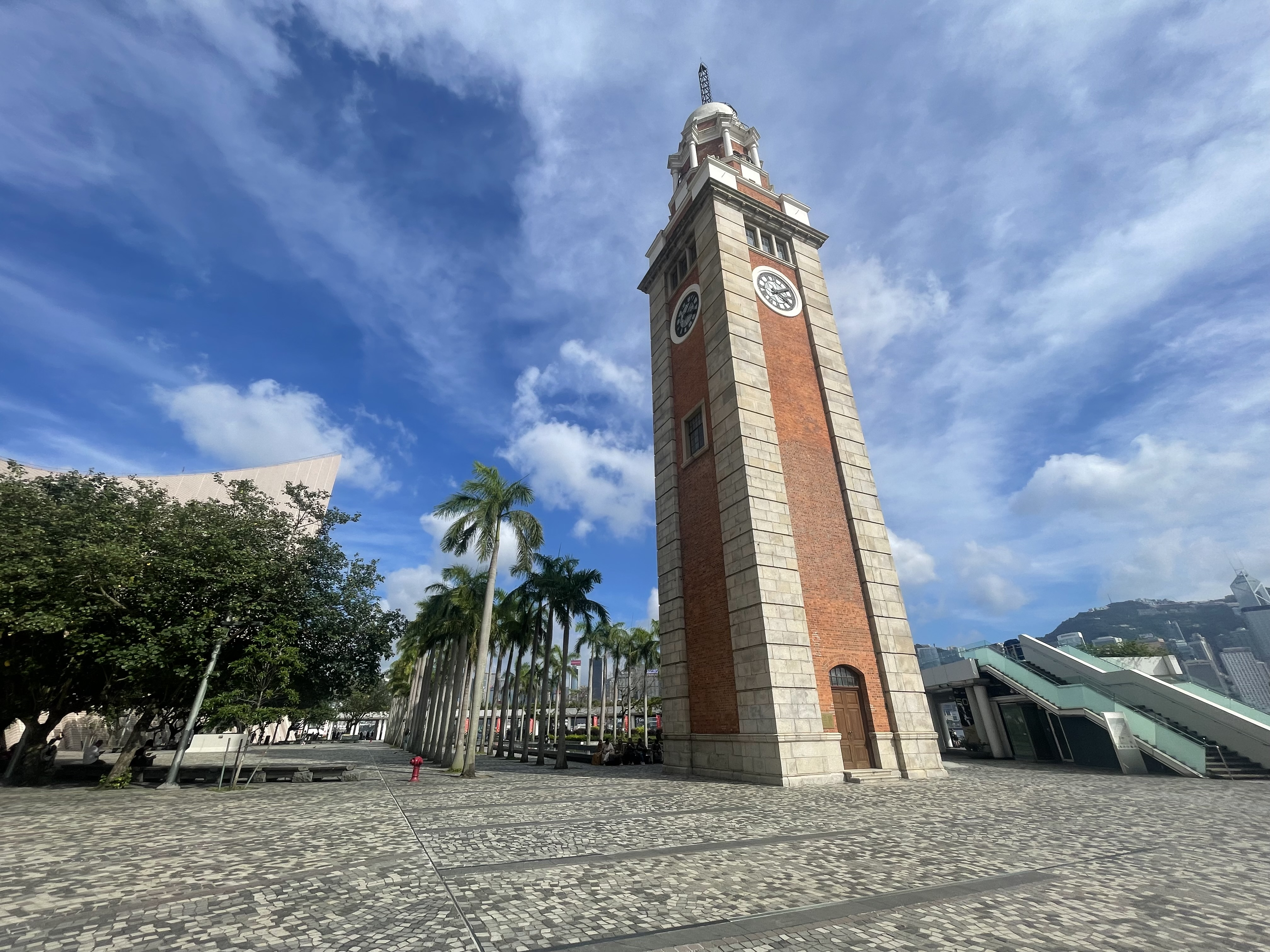
尖沙咀鐘樓日景（2024年）
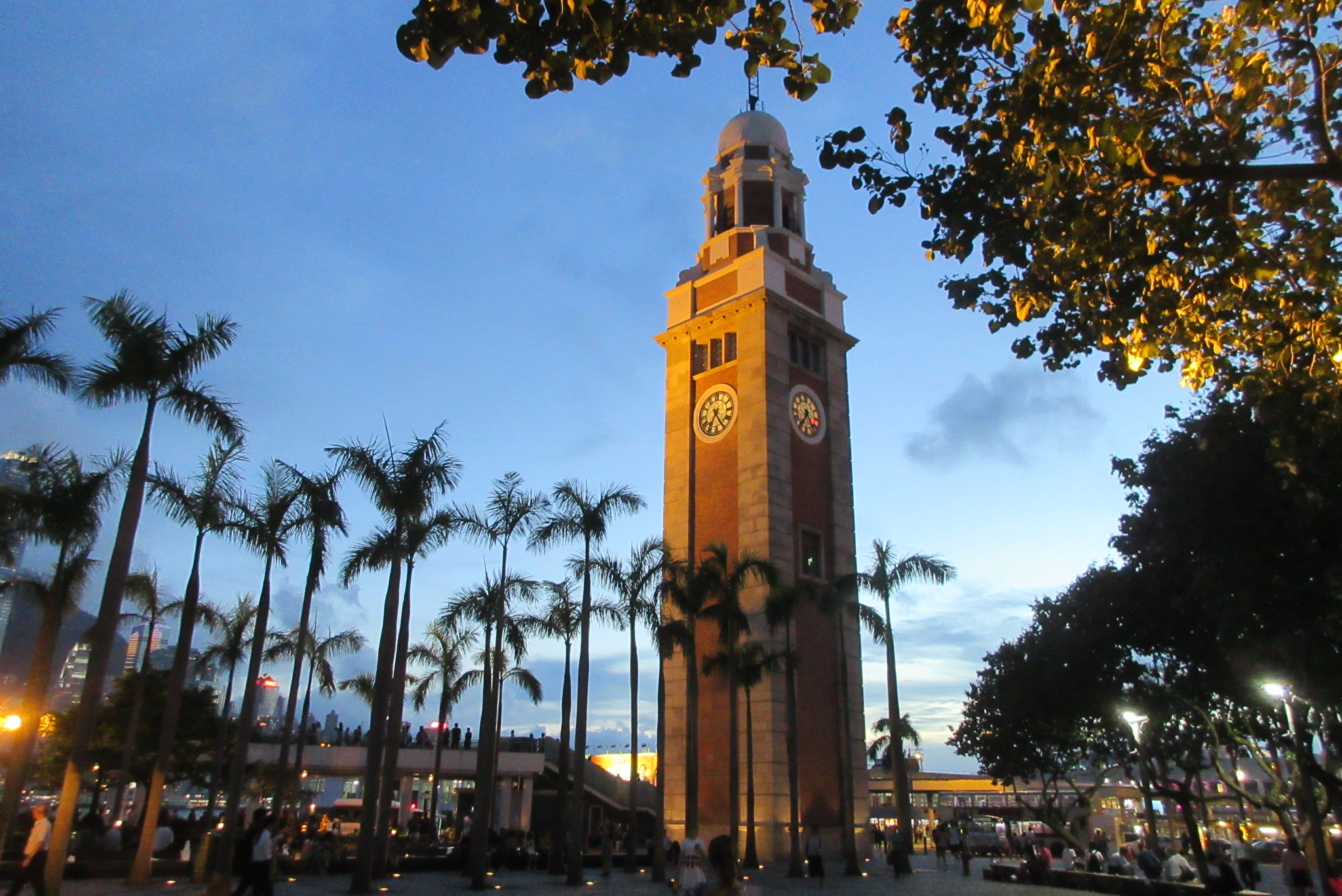
傍晚的尖沙咀鐘樓（2017年）
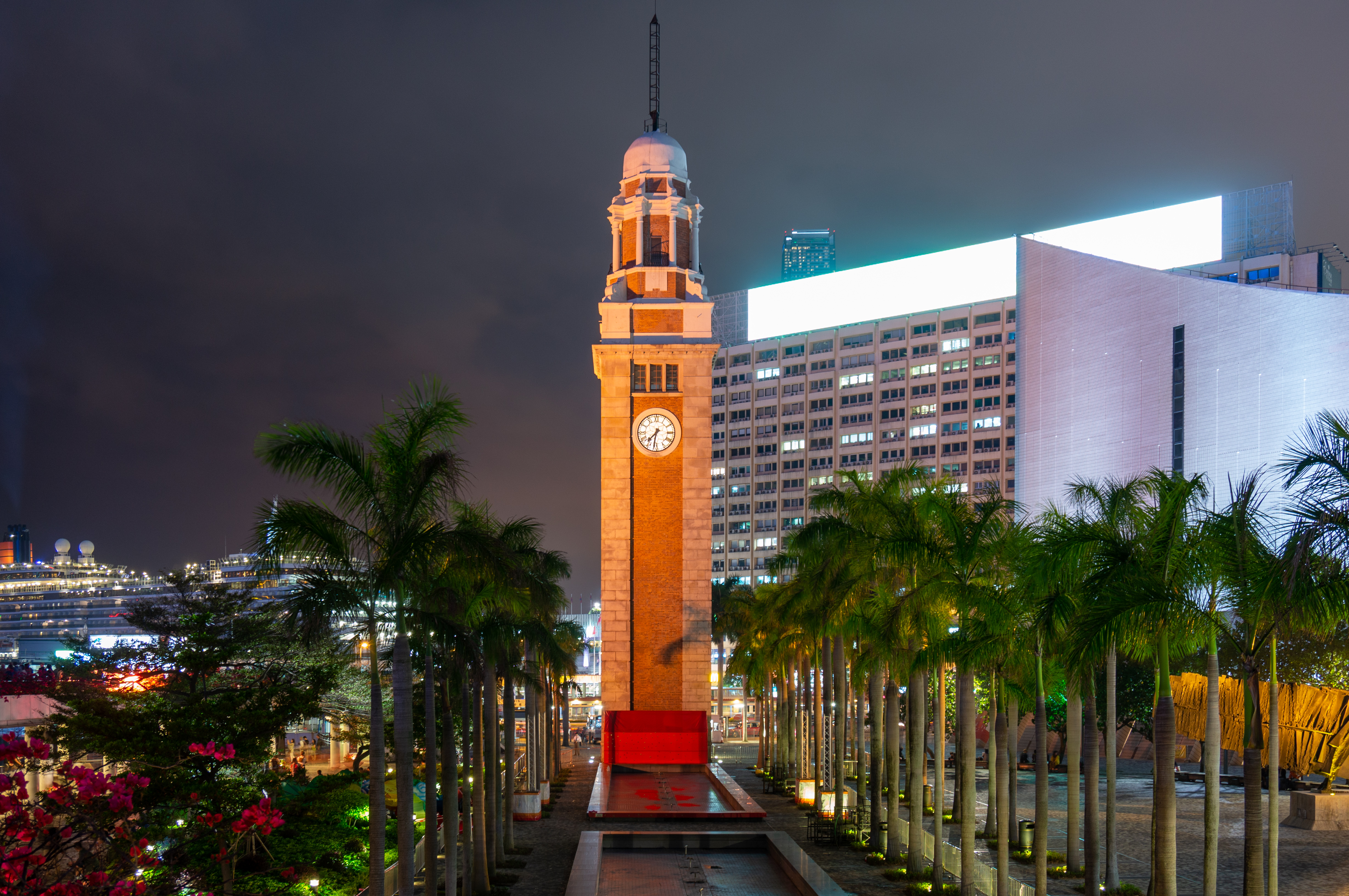
尖沙咀鐘樓夜景（2013年）

## 外部連結
- 鐘樓 - 香港教育城 （页面存档备份，存于）
- 尖沙咀前九廣鐵路鐘樓 - 古物古蹟辦事處（页面存档备份，存于）
- 前九廣鐵路鐘樓 - Discover Hong Kong | 香港旅遊發展局 （页面存档备份，存于）